# Manuels d'interrogatoire de l'U.S. Army et de la CIA
Les manuels d'interrogation de l'armée américaine et de la CIA sont sept manuels de formation militaire controversés qui ont été déclassifiés par le Pentagone en 1996. En 1997, deux manuels supplémentaires de la CIA ont été déclassifiés en réponse à une demande en application du Freedom of Information Act (FOIA) déposée par The Baltimore Sun. Les manuels en question ont été qualifiés de « manuels de torture » par diverses sources médiatiques,,,.

## Manuels de l'armée
Ces manuels ont été préparés par l'armée américaine et utilisés entre 1987 et 1991 pour des cours de formation au renseignement à la US Army School of the Americas (SOA). Certains documents étaient similaires aux anciens manuels de la CIA décrits ci-dessous. Les manuels ont également été distribués par les équipes mobiles d'entraînement des forces spéciales au personnel militaire et aux écoles de renseignement en Colombie, en Équateur, au Salvador, au Guatemala, au Pérou et au Venezuela,,.
Le communiqué de presse du Pentagone accompagnant le communiqué a déclaré qu’une enquête de 1991-1992 sur les manuels avait conclu que "deux douzaines de courts passages dans six des manuels, totalisant 1169 pages, contenaient des éléments qui n’étaient pas ou pouvaient être interprétés comme non conformes à Politique américaine. "
Le Groupe de travail sur l'Amérique latine a critiqué ceci: "Le but non déclaré des manuels est de former des forces armées d'Amérique latine à identifier et à supprimer les mouvements antigouvernementaux. Tout au long des onze cents pages des manuels, il y a peu de mentions sur la démocratie, les droits de l'homme ou l'état de droit. Au lieu de cela, les manuels fournissent des techniques détaillées pour infiltrer les mouvements sociaux, interroger les suspects, surveiller, maintenir le secret militaire, recruter et garder des espions et contrôler la population. Bien que les extraits publiés par le Pentagone soient une sélection utile et non trompeuse des passages les plus flagrants, ceux qui préconisent le plus clairement la torture, l'exécution et le chantage, ils ne fournissent pas un aperçu adéquat du cadre hautement répréhensible des manuels. Au nom de la défense de la démocratie, les manuels prônent des méthodes profondément antidémocratiques. "
Après cette enquête de 1992, le département de la Défense a cessé d'utiliser ces manuels, a dirigé leur récupération dans la mesure du possible et a détruit les exemplaires sur le terrain. L'US Southern Command a informé les gouvernements d'Amérique latine que les manuels contenaient des passages qui ne représentaient pas la politique du gouvernement américain et a poursuivi la récupération des manuels auprès des gouvernements et de certains étudiants. Notamment, David Addington et Dick Cheney ont conservé des copies personnelles des manuels de formation.
Peu de temps après, l'armée américaine a publié le manuel d'interrogation du renseignement FM 34-52, qui a été utilisé jusqu'en septembre 2006, date à laquelle il a été remplacé par le FM 2-22.3, Human Intelligence Collector Operations.

## Manuels de la CIA
Le premier manuel, KUBARK Counterintelligence Interrogation, daté de juillet 1963, est à l'origine de la plupart des éléments du deuxième manuel. KUBARK était un cryptonyme utilisé par la Central Intelligence Agency (CIA) pour désigner l'agence elle-même. Le cryptonyme KUBARK apparaît dans le titre d'un document de 1963 de la CIA intitulé KUBARK Counterintelligence Interrogation qui décrit les techniques d'interrogatoire, y compris, entre autres, "l'interrogatoire coercitif de contre-espionnage de sources résistantes". Il s'agit du plus ancien manuel et décrit l'utilisation de techniques abusives, comme en témoignent deux références à l'utilisation des chocs électriques, en plus de l'utilisation des menaces et de la peur, de la privation sensorielle et de l'isolement.
Le deuxième manuel, Human Resource Exploitation Training Manual - 1983, a été utilisé dans au moins sept cours de formation aux États-Unis organisés dans des pays d'Amérique latine, dont le Honduras, entre 1982 et 1987. Selon un rapport déclassifié de 1989 préparé pour le comité sénatorial du renseignement, le manuel de 1983 a été élaboré à partir des notes d'un cours d'interrogatoire de la CIA au Honduras.
Les deux manuels traitent exclusivement des interrogatoires,. Les deux manuels comportent un chapitre entier consacré aux "techniques coercitives". Ces manuels recommandent d'arrêter les suspects tôt le matin par surprise, de leur bander les yeux et de les déshabiller. Les suspects doivent être maintenus au secret et privés de tout type de routine normale pour manger et dormir. Les salles d'interrogatoire doivent être sans fenêtre, insonorisées, sombres et sans toilettes.
Les manuels indiquent que les techniques de torture peuvent se retourner et que la menace de douleur est souvent plus efficace que la douleur elle-même. Les manuels décrivent des techniques coercitives à utiliser "pour induire une régression psychologique chez le sujet en faisant intervenir une force extérieure supérieure sur sa volonté de résistance". Ces techniques comprennent la contrainte prolongée, l'effort prolongé, les extrêmes de chaleur, de froid ou d'humidité, la privation de nourriture ou de sommeil, la perturbation des routines, l'isolement cellulaire, les menaces de douleur, la privation de stimuli sensoriels, l'hypnose et l'utilisation de médicaments ou de placebos.
Entre 1984 et 1985, après que les comités du Congrès ont commencé à remettre en question les techniques de formation utilisées par la CIA en Amérique latine, le manuel de 1983 a subi une révision substantielle. En 1985, une page déconseillant l'utilisation de techniques coercitives a été insérée au début du Manuel de formation sur l'exploitation des ressources humaines. Des modifications manuscrites ont également été introduites au hasard dans le texte. Par exemple, "Bien que nous n'insistions pas sur l'utilisation de techniques coercitives, nous voulons vous en faire part et sur la manière appropriée de les utiliser", a été modifié comme suit: "Bien que nous déplorions l'utilisation de techniques coercitives, nous voulons vous en faire part afin de pouvoir les éviter" (p. A-2). Mais le chapitre entier sur les techniques coercitives est toujours fourni avec quelques éléments barrés.
Le même manuel souligne l'importance de connaître les lois locales en matière de détention, mais note ensuite: «La détention illégale nécessite toujours l'approbation préalable du QG». (p. B-2)
Les deux manuels ont été complètement déclassifiés et rendus publics en mai 2004 et sont désormais disponibles en ligne.

### Le manuel de 1983 et le Bataillon 3-16
En 1983, le manuel de formation sur l'exploitation des ressources humaines - 1983 a été utilisé par le bataillon 3-16 hondurien formé aux États-Unis.
Le 24 janvier 1997, le Manuel de formation sur l'interrogatoire du contre-espionnage et l'exploitation des ressources humaines de KUBARK - 1983 a été déclassifié en réponse à une demande FOIA déposée par le Baltimore Sun en 1994. Le Baltimore Sun enquêtait sur "l'enlèvement, la torture et le meurtre" commis par l'escadron de la mort du bataillon hondurien 3-16. Les documents n'ont été rendus publics qu'après que le journal eut menacé de poursuivre la CIA,.
Dans la série en quatre parties du 11 au 18 juin 1995, The Baltimore Sun a imprimé des extraits d'une entrevue avec Florencio Caballero, un ancien membre du bataillon 3-16. Caballero a déclaré que les instructeurs de la CIA lui avaient appris à découvrir ce que ses prisonniers aimaient et ce qu'ils détestaient: "Si une personne n'aimait pas les cafards, alors cette personne pourrait être plus coopérative s'il y avait des cafards qui couraient dans la pièce" Le manuel de 1983 et ceux utilisés par le Bataillon 3-16 au début des années 80 montrent des similitudes indéniables. En 1983, Caballero a suivi un "cours d'exploitation ou d'interrogatoire des ressources humaines" de la CIA, selon le témoignage déclassifié de Richard Stolz, qui était le directeur adjoint des opérations à l'époque, devant le Comité spécial du Sénat sur le renseignement de juin 1988. Le manuel conseille à un interrogateur de "manipuler l'environnement du sujet, de créer des situations désagréables ou intolérables". [réf. nécessaire]
Le manuel suggère que les détenus soient privés de sommeil et de nourriture, et soient obligés de maintenir des positions rigides, telles que rester debout pendant de longues périodes. Ines Consuelo Murillo, qui a passé 78 jours dans les prisons secrètes du bataillon 3-16 en 1983, a déclaré qu'elle n'avait reçu ni nourriture ni eau pendant des jours et l'un de ses ravisseurs entrait dans sa chambre toutes les 10 minutes et lui versait de l'eau sur la tête pour l'empêcher de dormir.
Le Manuel de formation sur l'exploitation des ressources humaines - 1983 suggère aux interrogateurs de montrer aux détenus les lettres de leur domicile pour donner au prisonnier l'impression que ses proches sont en danger ou souffrent.
Le Baltimore Sun a rapporté que l'ancien membre du bataillon 3-16, Jose Barrera, avait déclaré que des instructeurs américains lui avaient enseigné les méthodes d'interrogatoire en 1983: "La première chose que nous dirions, c'est que nous connaissons votre mère, votre jeune frère. Et il vaut mieux vous coopériez, parce que si vous ne le faites pas, nous allons les chercher et les violer, les torturer et les tuer. "

## Voir également
- Projet MK-Ultra
- Opérations psychologiques dans la guerre de guérilla
- Torture aux États-Unis
- Institut de coopération en matière de sécurité de l'hémisphère occidental
- Manuel de sabotage simple sur le terrain

### Dossiers du gouvernement
- « Human Resource Exploitation Training Manual - 1983 »
- « KUBARK Counterintelligence Interrogation - July 1963 »
- Mauvais traitements infligés aux prisonniers: modèles du passé, US National Security Archive, 12 mai 2004.
- Fiche d'information concernant les manuels de formation contenant du matériel non conforme à la politique américaine du Bureau du Secrétaire adjoint à la défense / Bureau des affaires publiques. Des archives de la sécurité nationale.
- CIA Interrogation Training Manual, Human Resource Exploitation Training Manual 1983.
- Page du département d'État faisant référence aux stations KUBARK
- Interrogatoire de contre-espionnage de Kubark
- (en) « Declassified Army and CIA Manuals », sur Latin America Working Group (Groupe de travail sur l'Amérique latine), 18 février 1997 (archive.is)

### Autres liens
Série Baltimore Sun :
- Confessions des tortionnaires, Baltimore Sun, 13 juin 1995, Gary Cohn et Ginger Thompson, consulté le 14 avril 2007.
- Regards sur les «disparus», Baltimore Sun, 11 juin 1995, Gary Cohn et Ginger Thompson, consulté le 14 avril 2007.
- Lorsqu'une vague de torture et de meurtre a renversé un petit allié américain, la vérité était une victime, Baltimore Sun, 11 juin 1995, Gary Cohn et Ginger Thompson, consulté le 14 avril 2007.
- Une survivante raconte son histoire, Baltimore Sun, 15 juin 1995, Gary Cohn et Ginger Thompson, consulté le 14 avril 2007.
- Une tromperie soigneusement conçue, Baltimore Sun, 18 juin 1995, Gary Cohn et Ginger Thompson, consulté le 14 avril 2007.
- Un ancien envoyé au Honduras dit qu'il a fait ce qu'il a pu, Baltimore Sun, 15 décembre 1995, Gary Cohn et Ginger Thompson, consulté le 14 avril 2007.